# Макс Хегеле
Максимилијан Хегеле (Беч, 25. мај 1873 — Беч, 12. март 1945) био је аустријски архитекта, сматран једним од великана бечке сецесионистичке архитектуре.
Хегеле је 1899. године израдио план за реновирање Средишњег бечког гробља у којем је применио принципе бечке сецесије. Његово најпознатије дело, гробљанска црква Светог Карла Боромејског, развијена је у оквиру овог пројекта и сматра се примером сецесије. У наредним годинама наставио је да ради у Бечу и Доњој Аустрији, понекад уносећи историцистичке елементе у свој стил. Од 1910-их се углавном концентрише на стамбене зграде, а у каснијим годинама прелази на једноставнији стил.

## Живот и каријера

### Младост и образовање
Максимилијан Хегеле је рођен у Бечу 12. марта 1873. године, као син златара Карла Хегелеа и Марије Хегеле. Од 1889. студирао је на Државној трговачкој грађевинској школи, где је похађао смер за грађевинарство, које је дипломирао 1893. године. Потом се уписао на бечку Академију ликовних уметности где је између 1893. и 1896. специјализовао архитектуру код Виктора Лунца и Карла фон Хазенауера.  Године 1899. постао је члан удружења архитеката „Бечка барака“ (нем. Wiener Bauhütte) и учествовао на конкурсу за преуређење Средишњег бечког гробља. Године 1900. проглашен је за добитника прве награде и добио прилику да реализује пројекат али тек након што је ревидирао и прилагодио своје првобитне планове. Међу члановима жирија био је и Ото Вагнер, један од пионира бечке сецесије, чији је рад имао велики утицај на младог Хегелеа.

### Средишње гробље у Бечу (1903‒1911)

#### Погребни павиљони
Хегелов план за преуређење Средишњег бечког гробља се састојао од монументалног улаза, две погребне сале и централне цркве, све у стилу бечке сецесије. Радови су трајали од 1903. до 1911. године и одвијали су се у фазама.  Прве завршене зграде биле су два погребна павиљона са обе стране гробљанске стазе (завршени 1905. године). Павиљон 1 се и данас користи за погребне испраћаје, док се у павиљону 2 сада налази Погребни музеј Две сале показују сличности јер су обе плитке зграде, са централном кулом покривеном пирамидалним бакарним кровом. Споља су беле боје са геометријским украсима. Сваки улаз је надвишен орнаменталним луком са сатом постављеним у средини. Главна сала првог павиљона је раскошно украшена металним лустерима и свећњацима на зидовима. Од белих ентеријера издваја се огроман мозаик иза олтара.
- Павиљон 1, поглед спреда.
- Сецесионистички лустер у првом павиљону.
- Павиљон 1, ентеријер.
- Павиљон 2, који данас заузима Погребни музеј

#### Капија гробља
Главни улаз у гробље зове се Друга капија и изграђена је 1905‒1906. Истиче се високим сецесионистичким обелисцима окренутим према улици Симерингер хауптшрасе. У подножју сваког обелиска налази се неколико статуа са грбом града Беча. Свака фигура у руци има један погребни симбол: лобању (која представља смрт), пешчани сат (време које пролази), ловоров венац (симболизује бесмртност) или палмину грану (представља васкрсење). Са обе стране капије постављен је рељеф. Рељеф са леве стране (Христос прима мртве) израдио је Георг Лајсек. Рељеф са десне стране (Људи на капији на месту без повратка) дело је Карла Анселма Зинслера. На полеђини обелиска налазе се два натписа „Подигнуто за време владавине Франца Јозефа“ и „Изграђено под градоначелником Карлом Лугером“. Већ постојеће административне зграде са сваке стране капије такође су преуређене како би биле у складу са сецесионистичким стилом.
- Друга капија, гледано изнутра.
- Обелисци лево, са уличне стране.
- Лајсеков Христос прима мртве (лево).
- Цинслерови Људи на капији на месту без повратка (десно).
- Административна зграда коју је обновио Хегеле (лево).

#### Централна гробљанска црква
Гробљанска црква Светог Карла Боромејског сматра се ремек-делом Макса Хегелеа и вероватно је најпознатије његово дело. Сматра се и једним од најбољих примера сецесионистичке цркве, уз Вагнерову цркву Светог Леополда. Хегелеов пројекат за цркву је већ био добро дефинисан 1899. године, иако је требало нешто побољшати, али изградња је почела тек осам година касније. Камен темељац је 11. маја 1908. положио градоначелник Беча Карл Лугер, а зграда цркве је завршена у октобру 1910, и отворена за јавност следеће године. Лугер, који је у међувремену умро, сахрањен је у крипти; из тог разлога се црква понекад назива "Меморијална црква др Карла Луегера". Црква је импозантна грађевина, висока 58,5 m и заузима површину од 2231 квадратног метра. Хегеле је вероватно био под утицајем историјске архитектуре Беча јер је изабрао елиптични план, типичан за градске барокне цркве, а структура подсећа на Карлскирхе (такође посвећену Св. Карлу Боромејском). Спољашњост је офарбана у бело и богато украшена геометријским шарама. Две куле на врху са пирамидалним кровом окружују улаз, док су два виша звоника постављена на задњој страни цркве. Импресивна бакарна купола (пречник јој је 22,7 m а висина 39 m) доминира целом структуром. Хегеле је дизајнирао и ентеријере, у сарадњи са неколико декоративних уметника: вајари Георг Лајсек и Ханс Ратхауски обезбедили су рељефе за предворје, витраже и мозаике креирао је Леополд Форстнер, а уметничка дела Антона Кана, Франца Клуга, Карла Филипа и Адолфа Пола обогаћују главни олтар; у лунети изнад њега је Ханса Зацка насликао Страшни суд. Лампе, лустери и зидни украси су значајни примери сецесионистичке металне конструкције. Плафон куполе је обојен плавом бојом, прошаран златним звездама и стилизованим зрацима свуда око окулуса.

Две закривљене колонаде обухватају трг испред улаза, визуелно продужујући крила аркада са обе стране цркве. На тим колонадама, подигнутим између 1906. и 1907. године, налази се колумбаријум и друге гробнице.
- Црква Светог Карла Боромејског (источна страна). У првом плану је десно крило, у позадини се види лева колонада.
- Црква, поглед спреда.
- Звоник. Бројеви на сату су замењени словима, који гласе "темпус фугит" (латински: време лети).
- Предворје цркве, са лустером, мозаицима и витражом.
- Декоративни узорак стубова.
- Лунета са мозаиком који представља Искушење.
- Главни олтар.
- Колонада десно, са колумбаријумом и надгробним споменицима.

### Жупна црква Пресбаума (1906‒1908)
Хегелеов пројекат за жупну цркву у месту Пресбаум је једини познати пример сецесионистичке цркве у Доњој Аустрији. Изградња је започета 1906. године (цар Франц Јозеф је присуствовао полагању камена темељца) а завршена 1908. године, када је црква посвећена као Јубиларна црква Кајзера Франца Јосифа, поводом 60. године владавине.Структура је изузетан пример сецесионистичке архитектуре помешане са аустријском традиционалном архитектуром. Распоред је суштински традиционалан, са уздужним наосом и високим звоником на левој страни фасаде, али Хегелеов Стил Бечке сецесије се појављује у више аспеката: метална геометријска орнаментика која се појављује и изнутра и споља, распоред елемената на фасади, уметност Сецесионистичког намештаја (дрвене клупе, исповедаонице и лустери од кованог гвожђа) и начин на који кула граничи са шиљастим кровом, подсећајући на Хегелеове претходне креације. Присутне су и средњовековне и неоготичке карактеристике као што су шиљати лукови и неосредњовековни витражи.
- Жупна црква Пресбаума.
- Детаљ фасаде: коегзистирају готички и сецесионистички елементи.
- Унутрашњост, обратите пажњу на сецесионистички намештај и металне зидне украсе.
- Пројекат олтарске слике цркве.

### Капела на гробљу Хадерсдорф-Вајдлингау (1908‒1909)
Година 1908. била је кључна за Хегелеову каријеру: постао је члан Централног удружења аустријских архитеката, председавао је Изложбеним комитетом архитеката Бечке бараке, придружио се Аустријском друштву за хришћанску уметност и био именован за професора грађевинског инжењерства на Државној трговачкој школи у Бечу.

Године 1907. општински одбор Хадерсдорф-Вајдлингау одлучио је да се на градском гробљу сагради капела за службе. Радови су започети 1908. и завршени следеће године, да би капела била свечано отворена 31. октобра 1909. Хегеле је и овде применио стил Бечке сецесије, комбинујући архитектуру са примењеном уметношћу. Капела је у облику крста, споља беле боје, са бакарним двоводним кровом који кулминира у звонику. Широки полукружни прозор карактерише фасаду. Спољна орнаментика је чисто геометријска, осим сложеног распећа на врху задњег зида. Мурали са стилизованим анђелима и фризовима са биљним мотивима улепшавају ентеријер, а осветљењу доприносе витражи.
- Поглед на цркву спреда.
- Поглед отпозади, апсида.
- Мурали и фризови унутар капеле.
- Породична гробница Едуарда Херзманског.
- Детаљ канделабра у стилу Art Nouveau.

### Други пројекти
Хегеле је пројектовао неколико јавних зграда у својој каријери, углавном између 1904. и 1911. године. Капела Марш дам је грађена у Енгелхартштетену у Доњој Аустрији од 1904. до 1906. године и посвећена је Светом Флоријану. Хегелеово степениште  у бечком округу Маријахилф, које прати улице Филградергасе и Теобалдгасе, изграђено је 1905-1907 у сецесионистичком стилу, од камена и ливеног гвожђа. Ово степениште је 2004. године на конкурсу проглашено за четврто најлепше у Европи. 1908. године Хегеле је радио на мосту Флоцерштајг, који повезује 14. и 16. бечки округ (бецирк). Мост је пример функционалне структуре у оквиру естетике Бечке сецесије. Његов споменик пољском пијанисти Теодору Лешетицком, у Туркеншанцпарку (18. округ), завршен је 1911; састоји се од кривудавог зида са клупом. Медаљон са рељефом вајара Хуга Тагланга приказује музичара.
- Капела Марш дам, Енгелхартштетен .
- Тхе Филградерштиге, Маријахилф, Беч.
- Мост Флоцерштајг, 14.–16. округ, Беч.
- Споменик Теодору Лешетицком са клупом, 18. округ Беч.

### Стамбене зграде и ратне године
Године 1906‒1907. Хегеле је радио на стамбеном блоку у Брајтензеер штрасе у Бечу. Ову четвороспратну грађевину карактерише живописна угаона купола са шиљастим кровом и присуство геометријске и флоралне орнаментике. Хегеле је пажљиво проучавао сваки детаљ, чак и димњаке. Утицај бечке сецесије јавља се и са крова, гдеје коришћен метал и стакло за обликовање поткровља.
 

Године 1912. Хегеле је завршио три суседне стамбене зграде у Висбергасе у Бечу. Фасаде су дизајниране тако да се слажу једна са другом, дајући утисак једног блока. Декорација је једноставна и својом диспозицијом разликује један део од другог. Хегеле је много пажње посветио детаљима, посебно улазима. Друге две зграде подигнуте су 1914. на Кримхилдплацу, на угловима са улицом Маркграф-Ридигер штрасе, супротстављене једна другој и дизајниране да изгледају симетрично. Приземље красе жлебови са сецесионистичким капителима, док забати и једноставне штукатуре на горњим спратовима обогаћују иначе упадљиво равне фасаде. Овај огољени изглед одражава општи тренд бечке архитектуре: током 1910-их многи архитекти су тежили ка једноставнијим дизајнима са малим украсима и повремено строгим каменим фасадама (тим путем је кренуо и сам Ото Вагнер).
- Зграда у Кримхилдплацу број 1.
- Зграда у Кримхилдплацу број 1, детаљ горњег спрата са забатом.
- Зграда у Кримхилдплацу број 10, детаљ улаза.

Током Првог светског рата Хегеле је привремено прекинуо своју педагошку делатност пошто је постављен за директора радова Царске војне академије у чину потпоручника.  Рат је зауставио изградњу његовог моста у Асперну, која је почела 1913. Радници из железара су морали да служе у фабрикама оружја, а након завршетка сукоба, недостатак угља (потребног за производњу бетона) додатно је одложио наставак рада. Мост у Асперну је подигнут као везани лучни мост, и отворен је 1. децембра 1919. године, али је заправо завршен тек 1922. године. Нажалост, уништен је 1945. године током Другог светског рата, када га је немачка војска минирала.  

### Период до Другог светског рата
После Првог светског рата дошло је до распада Аустроугарске и проглашења Прве аустријске републике. Бечки сецесионизам је био у паду и ван моде у Црвеном Бечу; па је због проблема са финансирањем у престоници, Хегеле радио углавном у Доњој Аустрији. Један од већих пројеката које је реализовао у овом периоду је зграда Регионалног здравственог осигурања у Санкт Пелтену, пројектована 1925‒1926. године у архитектонском стилу типичном за међуратну Аустрију: елементарни геометријски облици, круте линије, веома једноставна орнаментика и зашиљени лукови. Јако измењена и поједностављена између касних 1950-их и раних 1960-их, зграда је срушена 2000-их. 
Хегеле је наставио да пројектује стамбене зграде у Бечу и мањим местима. Један значајан пример је стамбени блок изграђен почетком 1930-их у Бригитенауер Ленде, у 20. округу Беча. Симетрична импозантна структура, одликује се хоризонталним линијама, са лајснама које раздвајају подове и полигоналним прозорима. Други репрезентативни пример каснијег Хегелеовог стила је стамбена зграда у Розегерштрасе у Санкт Пелтену (1929). Миран и традиционалан у свом распореду, карактерише га употреба црних цигли које стварају вертикалне пруге које побољшавају углове структуре. Распоред прозора, димњака и лајсни доприноси његовом уравнотеженом и симетричном изгледу. У забату централног блока налази се рељеф са пар пути. Ови радови показују како је Хегеле, иако се удаљио од сецесије, ипак много пажње посветио детаљима и никада није потпуно напустио декорацију. 
Године 1937. Хегеле је престао да ради као професор на Трговачкој школи и пензионисао се у Хадерсдорф-Вајдлингау где је са супругом Вилхелмином Штелцер живео до смрти 1945. године. Сахрањен је на гробљу Хадерсдорф-Вајдлингау, недалеко од капеле коју је пројектовао у јеку своје каријере.

## Утицај и наслеђе
Ликовни критичар и његов савременик Фердинанд Фелнер фон Фелдег написао је следеће за Хегелеа: „Још један таленат, кога је у раним данима ухватила грозница модерности, који је успео сам да се опорави“.

### Макс Хегеле и Ото Вагнер
Хегелеови рани дизајни показују утицај који је Ото Вагнер, 32 године старији, имао на њега као сецесионистичког архитекту. Вагнер је током своје каријере развио архитектонски језик који је инспирисао млађе архитекте као што је Хегеле, а његово естетско експериментисање им је пружило многе идеје; геометријска орнаментика је пример како је Вагнеров концепт даље развио Хегеле. Штавише, Вагнер је можда значајно допринео Хегелеовом продору јер је био члан жирија који је изабрао његов пројекат за Средишње гробље у Бечу.
Такође се тврдило да је сам Хегеле могао да инспирише Вагнера, а његова црква Светог Карла Боромејског била је модел за Вагнерову цркву Светог Леополда (1903‒1907). Заиста, упркос томе што је изграђена када је црква Светог Леополда већ била завршена, црква Светог Карла Боромејског била је заснована на пројекту који датира из 1899. године. Штавише, Вагнер је испитао Хегелеове планове током такмичења. Изложба о Хегелеу, која такође истражује ову могућност, одржана је у Музеју округа Пенцинг 2010. године.  